# تریپل‌استور
یک تریپل‌استور (به انگلیسی: triplestore) یا فروشگاه RDF یک پایگاه دادهٔ خاص منظوره، برای ذخیره و بازیابی سه‌تایی‌ها از طریق پرسمان‌های معنایی می‌باشد. یک سه‌تایی نوعی ورودی داده‌است که شامل موضوع-گزاره-مفعول می‌باشد: مثل "Bob is 35" یا "Bob knows Fred".
بسیار شبیه به یک پایگاه داده رابطه ای، در اینجا نیز از طریق یک زبان پرسمان، عملیات ذخیره و بازیابی اطلاعات در تریپل استورها انجام می‌گردد. اما برخلاف یک پایگاه داده رابطه ای، یک تریپل استور برای ذخیره و بازیابی سه‌تایی‌ها بهینه‌سازی شده‌است. علاوه بر پرسمان، سه‌تایی‌ها می‌توانند به صورت معمول با استفاده از چارچوب توصیف منبع (RDF) و دیگر فرمت‌ها وارد/صادر شوند.

## پیاده‌سازی‌ها
بعضی از تریپل استورها از ابتدا به صورت موتور پایگاه داده ساخته شده‌اند، در حالیکه انواع دیگر آن، روی موتورهای پایگاه داده رابطه ای تجاری موجود (مثل مبتنی بر SQL) یا موتورهای پایگاه داده سند-گرا NoSQL ساخته شده‌اند. مثل توسعه‌های ابتدایی پایگاه داده‌های پردازش تحلیلی برخط (OLAP)، این دیدگاه میانی به ما امکان ساخت موتورهای پایگاه دادهٔ بزرگ و قوی را، با تلاش برنامه‌نویسی اندک، در همان فازهای ابتدایی توسعه تریپل استور می‌دهد. به نظر می‌رسد که تریپل استورهای محلی مزایایی برای کارایی (در بازه‌های زمانی بزرگ) دارند. یکی از مشکلات پیاده‌سازی تریپل استورها نسبت به SQL آن است که اگرچه «سه‌تایی» ها می‌توانند «ذخیره‌سازی شوند» پیاده‌سازی‌های کارای پرسمان دهی برای یک مدل RDF مبتنی بر گراف (مثل تناظرهای SPARQL) به یک پرسمان SQL مشکل می‌باشد.